# 木杆镇
木杆镇，是中华人民共和国云南省昭通市大关县下辖的一个乡镇级行政单位。

## 行政区划
木杆镇下辖以下地区：
木杆村、漂坝村、银吉村、元亨村、丁木村、向阳村、甘顶村和细沙村。